# Cubaris schellenbergi
Cubaris schellenbergi is een pissebed uit de familie Armadillidae. De wetenschappelijke naam van de soort is voor het eerst geldig gepubliceerd in 1928 door Verhoeff.